# 별 하나 나 하나 (1959년 영화)
"별 하나 나 하나"는 1959년에 공개된 대한민국의 영화이다.

## 배역
- 최무룡 : 백영기 역
- 이민자 : 미애 역
- 엄앵란 : 영주 역